# Drosera intricata
Drosera intricata este o specie de plante carnivore din genul Drosera, familia Droseraceae, ordinul Caryophyllales, descrisă de Jules Émile Planchon.
Este endemică în:
- Ashmore-Cartier Is..
- Western Australia.

Conform Catalogue of Life specia Drosera intricata nu are subspecii cunoscute.